# Кресненсько-Разлозьке повстання
Кресненсько-Разлозьке повстання — повстання  Македонське  населення Піринської Македонії проти Османської імперії.

## Причини та цілі
Повстання викликало масове невдоволення болгарського населення Македонії та Фракії рішеннями Берлінського конгресу, які залишили ці території у складі Османської імперії. Головним гаслом повстанців була т. зв. «Сан-Стефанська Болгарія» — тобто держава, окреслена Сан-Стефанським мирним договором.

## Початок повстання
У Піринській Македонії на той час зосередилася певна кількість озброєних гайдуцьких загонів, які стали головною рушійною силою повстання. До його штабу входили представники церковної та світської інтелігенції, а також ватажки чет («вожді») — Натанаїл Охридський, Ільо Марков, Стоян Карастоілов, Георгій Пулевський. Останній, на відміну від учасників-болгарофілів, був стійким прихильником македонської самобутності. Повстання почалося 5 жовтня 1878 року з нападу на турецьку залогу у селі Кресна. Пізніше одним з осередків повстання стала Разлозька улоговина — звідси й назва.

## Розгортання та придушення повстання
Після того, як повстанці зайняли головні населені пункти по долині річки Струма, вони оголосили про свою непокору Берлінському конгресу публічно, сподіваючись що Росія і новостворене Болгарське князівство також денонсують його умови. Але через вкрай несприятливі політичні умови цього не відбулося — повстанці залишилися наодинці з Османською імперією. Це викликало розгубленість та розбрат між ватажками повстання — в одній із сутичок між ними був вбитий популярний Стоян-воєвода (Стоян Карастоілов). Це ще більше ослабило сили, і в листопаді 1878 року турецькі війська, попри спротив повстанців, розгромили основні осередки повстання. Спроби продовжувати боротьбу шляхом партизанських рейдів окремі ватажки робили ще кілька місяців, але без успіху.

## Пам'ять про повстання
Кресненсько-Разлозьке повстання, попри поразку, залишило яскравий слід в історії балканських слов'ян. Зараз повстанців сприймають як «своїх героїв» у Болгарії та в Північній Македонії, але трактування їх неоднозначне. В Болгарії повстання розглядають як етап боротьби за «триєдину Болгарію», а більшість македонських істориків намагається проголосити його «боротьбою за вільну Македонію». Гострі дискусії продовжуються досі.